# (464551) 2016 CG40
(464551) 2016 CG40 es un asteroide perteneciente al cinturón de asteroides, descubierto el 27 de diciembre de 2006 por el equipo Spacewatch desde el Observatorio Nacional de Kitt Peak (Arizona, Estados Unidos).